# L'immortale (film 1963)
L'immortale è un film del 1963, diretto da Alain Robbe-Grillet.

## Trama
Un uomo malinconico incontra una donna incantevole e discreta che potrebbe essere la chiave di una cerchia cospiratrice la cui attività riguarda la scomparsa di donne per essere sfruttate come prostitute. Dopo diversi giorni della loro appassionante relazione la donna scompare. L'uomo non è in grado di rintracciarla quando le persone autoctone del luogo fanno finta di non ricordare di codesta donna. Ad un tratto riesce a trovarla e prima che ella possa spiegare il motivo della sua scomparsa viene uccisa in un incidente automobilistico mentre lui era suo passeggero.

## Riconoscimenti
- 1962 - Premio Louis-Delluc